# ASPIREリーグ
ASPIREリーグ（英語: Asian Science and Technology Pioneering Institutes of Research and Education）は、アジアの有力な研究大学である香港科技大学、KAIST（旧韓国科学技術院）、南洋理工大学、清華大学、東京工業大学で構成されるコンソーシアム。2009年7月に設立に合意した。アジアの理工系トップ大学が連携し、研究・教育において高い成果を上げることが期待されている。

## 概要
科学技術の発展と人材の開発を通してアジアにおけるイノベーションのハブを形成することにより、持続的世界の実現に資することを目的とする。欧州の理工系トップ大学が連携するIDEAリーグとも交流する。

## 加盟校
- 香港科技大学
- KAIST
- 清華大学
- 南洋理工大学
- 東京工業大学